# Халма (город, Миннесота)
Халма (англ. Halma) — город в округе Китсон, штат Миннесота, США. На площади 2,4 км² (2,4 км² — суша, водоёмов нет), согласно переписи 2002 года, проживают 78 человек. Плотность населения составляет 32,4 чел./км².
- Телефонный код города — 218
- Почтовый индекс — 56729
- FIPS-код города — 27-26612[1]
- GNIS-идентификатор — 0644586[2]